# Julio Ispaché
Ispaché  Rodas est un nom espagnol. Le premier nom de famille, en général paternel, est Ispaché ; le second, en général maternel, souvent omis, est Rodas.
Julio Amílcar Ispaché Rodas, né le 30 juin 2001, est un coureur cycliste guatémaltèque. Il participe à des compétitions sur route et en VTT.

## Biographie
En 2022, Julio Ispaché se classe deuxième d'une étape du Tour du Guatemala. Il devient également champion du Guatemala du contre-la-montre par équipes, sous les couleurs de Decorabaños-AC Quetzaltenango. L'année suivante, il est sacré champion national de VTT cross-country,. Il termine par ailleurs neuvième des Jeux d'Amérique centrale et des Caraïbes dans cette discipline. 
Lors de la saison 2024, il conserve son titre de champion national en VTT. Il obtient également quelques victoires dans des compétitions guatémaltèques sur route. 

## Palmarès sur route

### Par année
- 2022
  -  Champion du Guatemala du contre-la-montre par équipes
- 2024
  - Vuelta Altiplano Marquense  :
    - Classement général
    - 2e (contre-la-montre), 4e et 5e étapes

  - Prevuelta Guatemala :
    - Classement général
    - 4e étape
- 2025
  - 3e du championnat du Guatemala du contre-la-montre

### Classements mondiaux
| Année            | 2021 | 2022 | 2023 |
| ---------------- | ---- | ---- | ---- |
| UCI America Tour | 354e | 504e | 486e |

## Palmarès en VTT

### Championnats nationaux
- 2018
  - 3e du championnat du Guatemala de cross-country juniors
- 2019
  - 2e du championnat du Guatemala de cross-country espoirs
- 2023
  -  Champion du Guatemala de cross-country
- 2024
  -  Champion du Guatemala de cross-country